# Бетюнг
Бетюнг (рос. Бетюнг) — село у Вілюйському улусі Республіки Сахи Російської Федерації.
Населення становить 421 особу. Належить до муніципального утворення Бьокчьогінський наслег.

## Географія

### Клімат
| Клімат Бетюнга            | Клімат Бетюнга | Клімат Бетюнга | Клімат Бетюнга | Клімат Бетюнга | Клімат Бетюнга | Клімат Бетюнга | Клімат Бетюнга | Клімат Бетюнга | Клімат Бетюнга | Клімат Бетюнга | Клімат Бетюнга | Клімат Бетюнга | Клімат Бетюнга |
| Показник                  | Січ.           | Лют.           | Бер.           | Квіт.          | Трав.          | Черв.          | Лип.           | Серп.          | Вер.           | Жовт.          | Лист.          | Груд.          | Рік            |
| Середній максимум, °C     | −34,1          | −27,6          | −13,5          | −0,9           | 10,2           | 20,7           | 24,1           | 20,0           | 10,2           | −4             | −23,1          | −31,8          | −4             |
| Середня температура, °C   | −37,6          | −32,2          | −20,3          | −7,6           | 4,6            | 14,4           | 17,9           | 14,0           | 5,5            | −7,8           | −26,9          | −35,4          | −9             |
| Середній мінімум, °C      | −41,1          | −36,8          | −27,1          | −14,3          | −0,9           | 8,2            | 11,7           | 8,1            | 0,8            | −11,6          | −30,6          | −38,9          | −14            |
| Норма опадів, мм          | 11             | 7              | 9              | 11             | 21             | 37             | 47             | 37             | 33             | 26             | 19             | 15             | 273            |
| ------------------------- | -------------- | -------------- | -------------- | -------------- | -------------- | -------------- | -------------- | -------------- | -------------- | -------------- | -------------- | -------------- | -------------- |
| Джерело: climate-data.org |                |                |                |                |                |                |                |                |                |                |                |                |                |

## Історія
Згідно із законом від 30 листопада 2004 року органом місцевого самоврядування є Бьокчьогінський наслег.

## Населення
| 2002 | 2010 | 2012 | 2013 | 2014 | 2015 | 2016 |
| ---- | ---- | ---- | ---- | ---- | ---- | ---- |
| 563  | ↘477 | ↘454 | ↘429 | ↘409 | ↘407 | ↘404 |
| 2017 | 2018 |      |      |      |      |      |
| ↗417 | ↗421 |      |      |      |      |      |